# Soi Cowboy

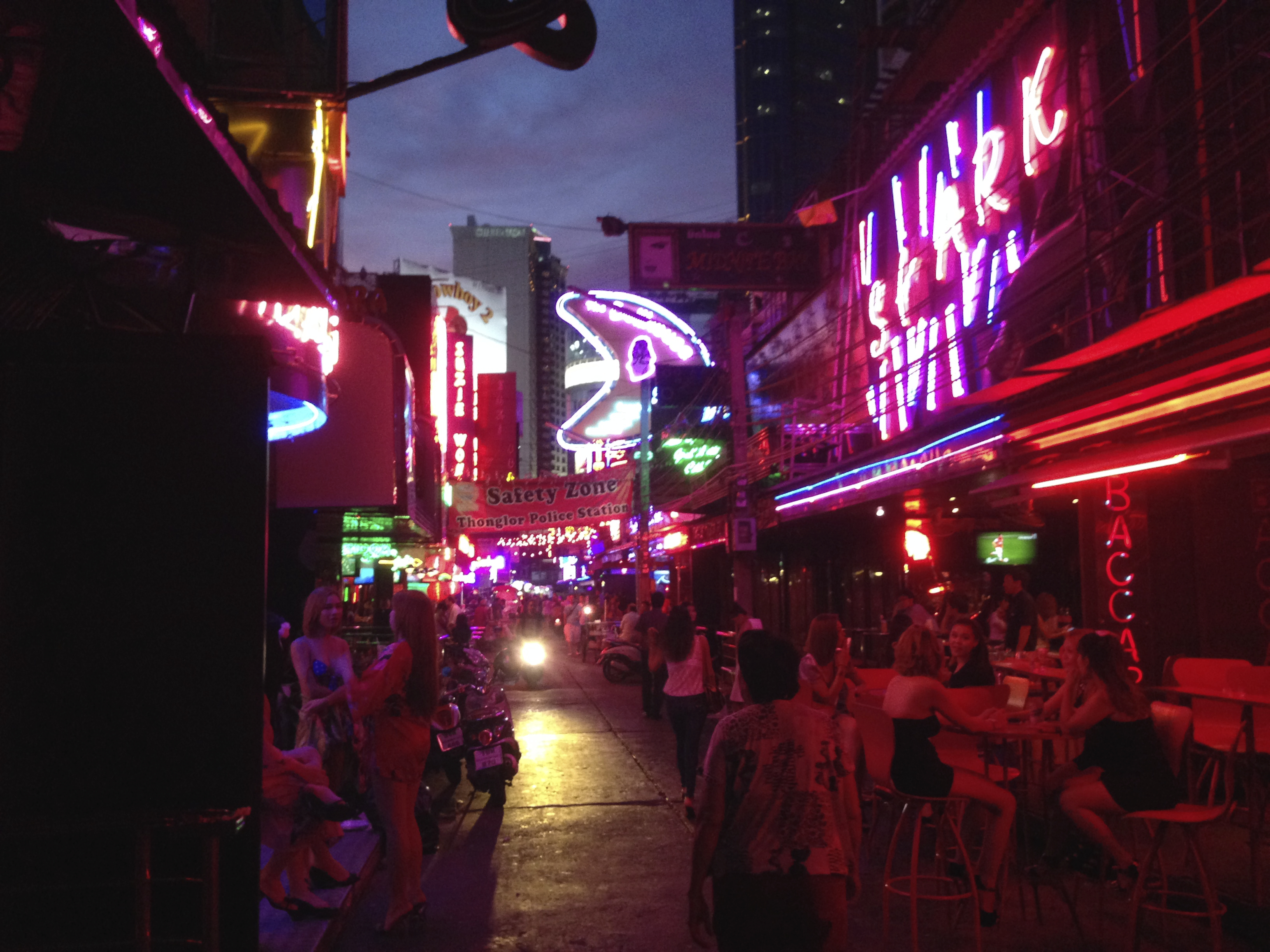
Soi Cowboy

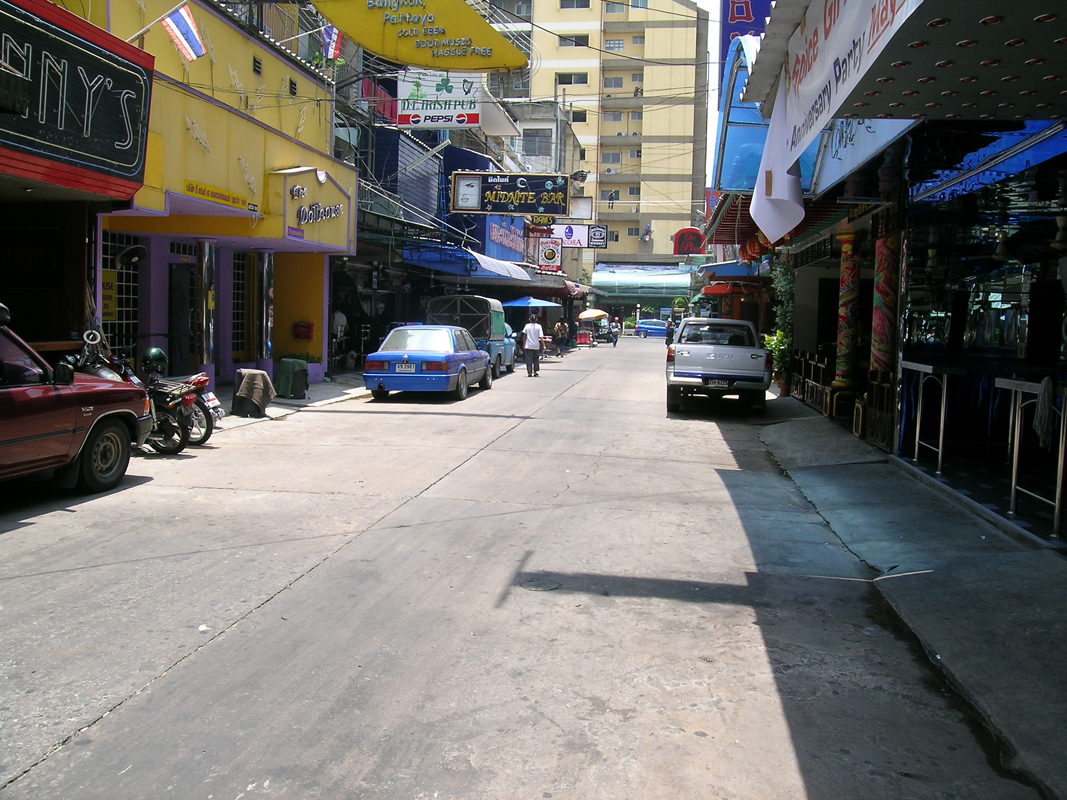
Soi Cowboy tagsüber

Die Soi Cowboy (Soi in Thai bedeutet Nebenstraße) ist ein kleines Rotlichtviertel von Bangkok und liegt zwischen der Soi 21 (Asoke) und der Soi 23 parallel zur Thanon Sukhumvit (Sukhumvit-Straße). 
Die Soi Cowboy ist etwa 200 Meter lang. Entlang der Straße sind kleinere und größere Gogo-Bars aneinandergereiht. Ähnlich wie in Patpong tanzen leicht bekleidete Gogo-Tänzerinnen an Stangen, die auf einer erhöhten Bühne montiert sind. 
Die Straße erhielt ihren Namen nach dem ehemaligen amerikanischen Flieger T. G. „Cowboy“ Edwards, der zwischen 1973 und 1977 die erste Gogo-Bar eröffnete.